# ویکتور اوگریوموف
ویکتور اوگریوموف (انگلیسی: Viktor Ugryumov؛ زادهٔ ۱۲ اوت ۱۹۳۹) سوارکار اهل اتحاد جماهیر شوروی سوسیالیستی بود.